# Щекоцины (гмина)
Щекоцины (пол. Szczekociny) — городско-сельская гмина (волость) в Польше, входит как административная единица в Заверценский повет, Силезское воеводство. Население — 8467 человек (на 2004 год).

## Демография
| Перепись                       | Всего   | Всего | Женщины | Женщины | Мужчины | Мужчины |
| ------------------------------ | ------- | ----- | ------- | ------- | ------- | ------- |
| Единицы                        | человек | %     | человек | %       | человек | %       |
| Население                      | 8467    | 100   | 4242    | 50,1    | 4225    | 49,9    |
| Плотность населения (чел./км²) | 62,2    | 62,2  | 31,2    | 31,2    | 31      | 31      |

## Сельские округа
1. Боновице
2. Бугдал
3. Бжостек
4. Халупки
5. Дружыкова
6. Голенёвы
7. Грабец
8. Густавув
9. Малахув
10. Олудза
11. Пшиленк
12. Рендзины
13. Рокитно
14. Седлиска
15. Стажины
16. Шишки
17. Тенгобуж
18. Вулька-Олудзка
19. Вулька-Стажиньска

## Поселения
1. Дембовец
2. Фольварк
3. Гаювка
4. Гуры
5. Гротковице
6. Кащор
7. Коце-Гурки
8. Копалины
9. Кракувка
10. Кресы
11. Кужув
12. Лонкетка
13. Млынек
14. На-Паньским-Полю
15. Подкащор
16. Подляс
17. Подлипе
18. Подраец
19. Подтшцинец
20. Пши-Мосце
21. Пши-Новей-Дродзе
22. Стара-Весь
23. Сухы-Млын
24. Шафранка
25. Венгжча
26. Вятрувки
27. Вольске-Пяски
28. Захоине-Леве
29. Захоине-Праве
30. За-Гонщами
31. Загродники
32. Заольшине
33. Зажече
34. Звежинек

## Соседние гмины
1. Гмина Ижондзе
2. Гмина Конецполь
3. Гмина Крочице
4. Гмина Лелюв
5. Гмина Москожев
6. Гмина Пилица
7. Гмина Радкув
8. Гмина Сецемин
9. Гмина Слупя
10. Гмина Жарновец